# LAHAT
LAHAT(Laser Homing Anti-Tank)은 이스라엘판 미니 헬파이어 미사일로서, 유효사거리 8km, 최대사거리 13 km인 레이저유도 대전차 미사일이다.

## 역사
레이저유도라고 알려져 있는데도, 파이어 앤 포겟 미사일로도 알려져 있다.
남아메리카 시장에서는 님로드-SR 미사일이라고 부른다. 님로드 미사일 참조.
전차의 105mm, 120mm 주포에서 발사할 수 있다. 휴대용 105mm 무반동포, UAV, 고속정 등에서도 발사된다. 0.7 m의 CEP를 가지며, 800 mm 장갑을 뚫는다. 다른 탱크 발사형 미사일과 달리, LAHAT은 발사에 반드시 대포가 필요한 것은 아니어서, UAV에 장착할 수도 있다.
레이저지시는 발사장치에서 하거나, 제3자가 지시할 수 있다.
미국의 헬파이어가 유효사거리 8 km에 무게 50 kg인데 비해, LAHAT은 무게 13 kg이다. 1999년 기준으로 2만 달러(2천만원)이다. 즉, 가격이 매우 싸고, 무게가 매우 가벼우면서도 헬파이어와 동일한 유효사거리를 갖는 레이저유도 대전차미사일이다. 대신, 헬파이어가 9 kg의 탄두인 반면에, 라핫은 절반인 4.5 kg의 탄두를 장착한다.

## 사용국가
- 이스라엘 - 메르카바 전차

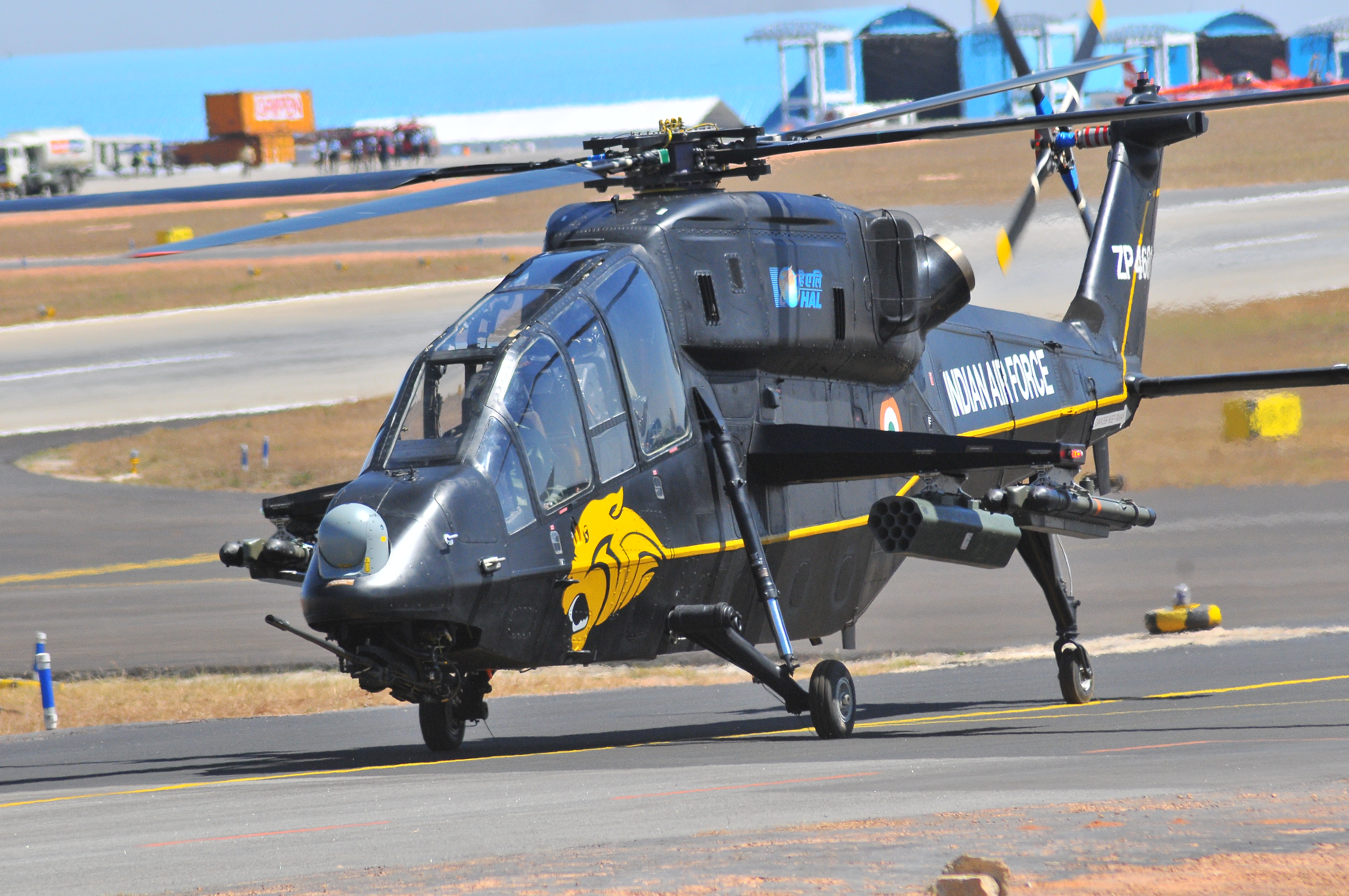
인도의 HAL LCH 경공격헬기

- 인도 - HAL LCH 경공격헬기
- 크로아티아 - OH-58 키오와 경공격헬기
- 아제르바이잔 - 밀 Mi-17 공격헬기
- 독일 - 레오파르트 2 전차
- 칠레 - 레오파르트 2 전차

## 같이 보기
- 그리핀 미사일 - 미국 레이시온이 무인기를 위해 개발한 미니 헬파이어. 무게 20 kg, 레이저 유도
- 파이어 앤 포겟
- 메버릭 - 사거리 23 km, 무게 300 kg, 레이저 유도, 2억원
- 헬파이어 - 사거리 8 km, 무게 50 kg, 레이저 유도, 7천만원
- LAHAT - 사거리 8 km, 무게 13 kg, 레이저 유도, 2천만원
- APKWS - 사거리 8 km, 무게 6 kg, 레이저 유도, 1천만원, 히드라 70 개량